# 사량체

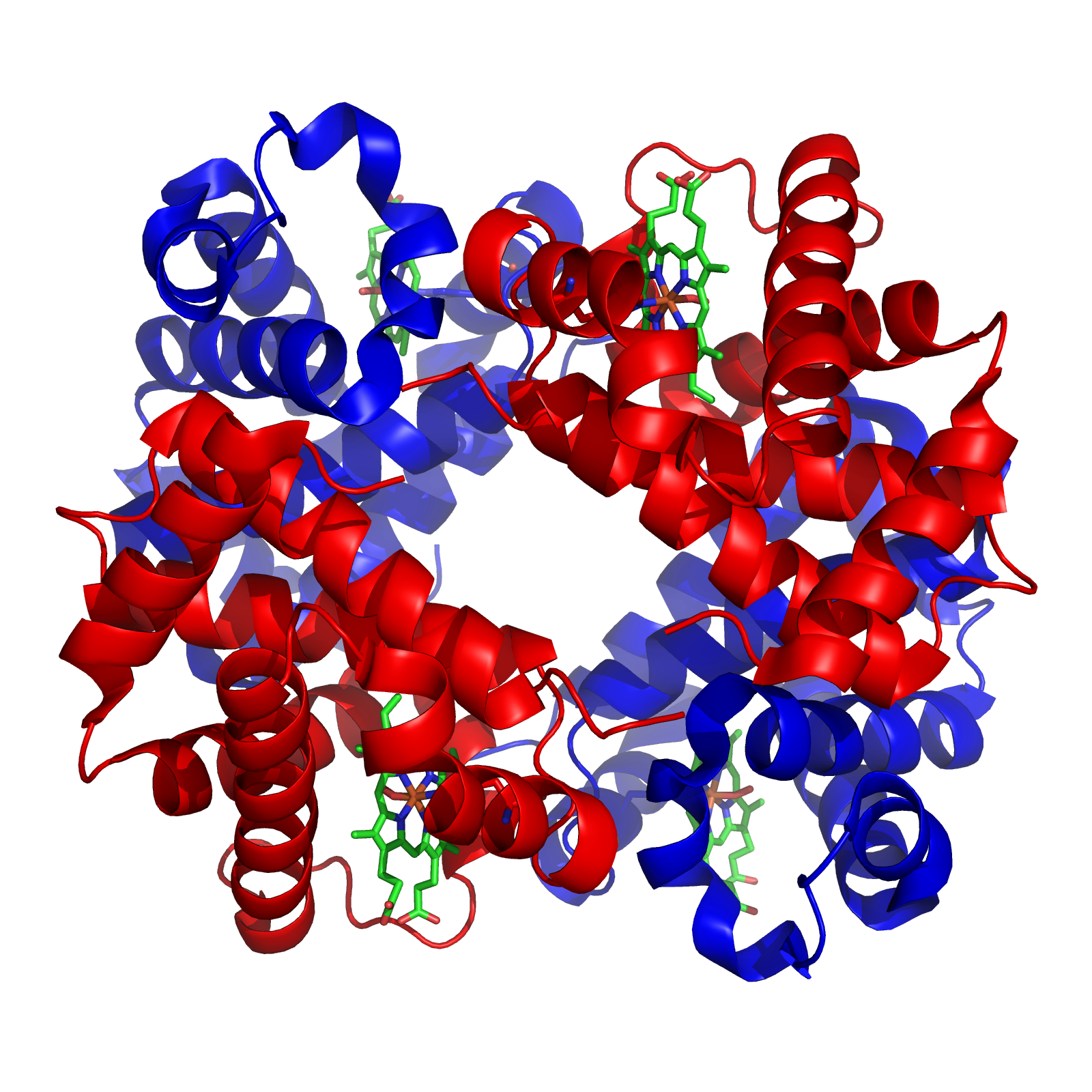
사량체인 사람의 헤모글로빈. 헤모글로빈의 α 소단위체는 빨간색, β 소단위체는 파란색으로 표시되어 있다.

사량체(영어: tetramer)는 4개의 단량체 또는 소단위체로 구성된 올리고머이다. 여기서 "tetra-"는 "four (4)"를 "-mer"는 "parts (부분)"을 의미한다. 이와 관련된 속성을 "tetramery"라고 한다. 무기화학에서의 예로는 실험식 Ti(OCH3)4인 티타늄 메톡사이드가 있는데, 이것은 고체 상태에서 사량체이고 분자식이 Ti4(OCH3)16이다. 유기화학에서의 예로는 4개의 레스베라트롤 분자들이 결합되어 형성된 물질인 코보페놀 A가 있다.
생화학에서 사량체는 유사하게 4개의 단위로 구성된 생체분자를 지칭하는데, 여기에는 콘카나발린 A처럼 4개의 단위가 모두 동일한 경우(호모테트라머)와 헤모글로빈처럼 4개의 단위가 동일하지 않는 경우(헤테로테트라머)가 있다. 헤모글로빈은 4개의 비슷한 소단위체들을 가지고 있는 반면, 면역글로불린은 2가지의 매우 상이한 소단위체들은 가지고 있다. 상이한 소단위체들은 아비딘 사량체에서 비오틴이 결합하는 것처럼 각각이 자체 활성을 가지고 있거나 헤모글로빈에서 산소의 알로스테릭 결합처럼 공통적인 생물학적 특성을 가질 수 있다.

## 같이 보기
- 클러스터 화합물
- 사량체 단백질